# شريان سحائي نخامي
شريان سحائي نخامي (بالإنجليزية: Meningohypophyseal artery)‏‏ هو فرعٌ غير ثابت من الجزء الكهفي للشريان السباتي الباطن. يمتلك الشريان السحائي النخامي 3 فروع كالتالي:
1. شريان سحائي ظهراني
2. شريان نخامي سفلي
3. شريان خيمي